# Electronic Diesel Control

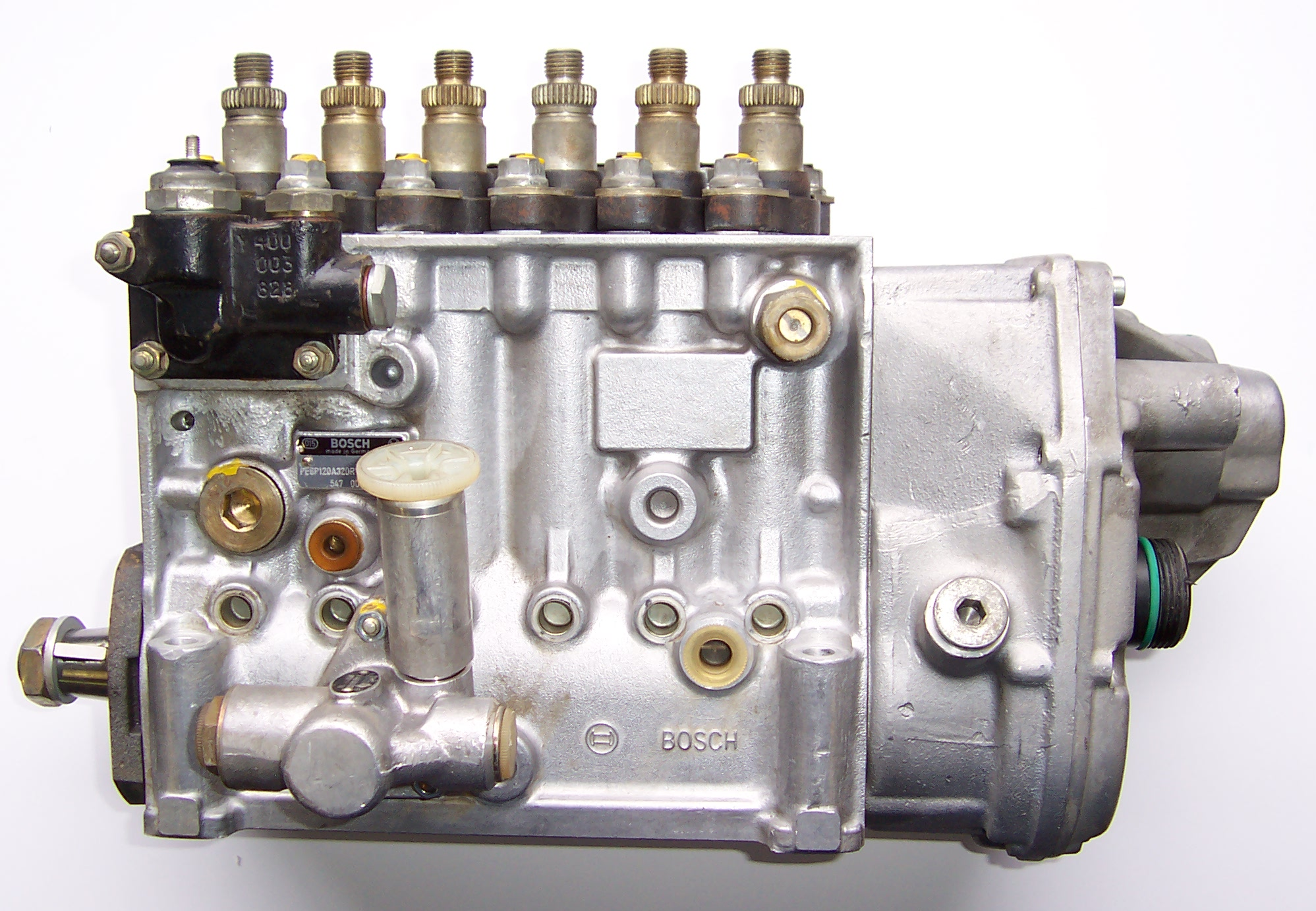
Injektionspump till EDC-system.

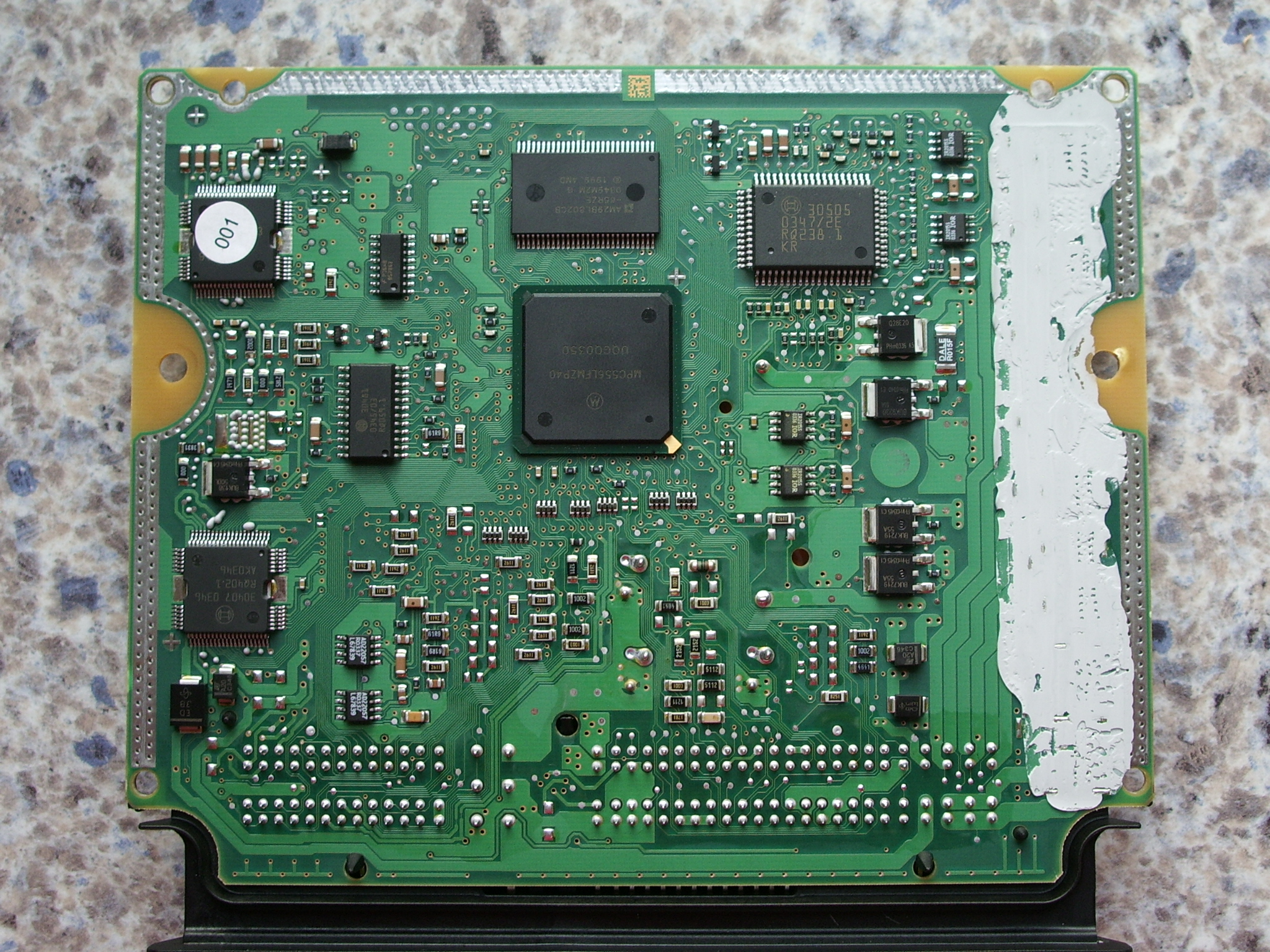
Logikkort till styrenhet i EDC-system.

Electronic Diesel Control (EDC) är styrsystemet till en dieselmotors bränsleinsprutning för exakt mätning och leverans av bränsle in i förbränningskammaren i moderna dieselmotorer som används i lastbilar och personbilar.